# Samuel Chomba
Samuel Chomba (Kitwe, 5 gennaio 1964 – Oceano Atlantico, 27 aprile 1993) è stato un calciatore zambiano, di ruolo difensore.

## Biografia
Perì, assieme ai compagni di nazionale, il 27 aprile 1993, coinvolto in quello che è noto come disastro aereo dello Zambia.

## Carriera

### Club
Giocò tutta la carriera in Zambia.

### Nazionale
Partecipò ai Giochi Olimpici del 1988 e a due edizioni della Coppa d'Africa.

## Palmarès

### Club

#### Competizioni nazionali
- Campionato zambiano di calcio: 2

Nkana: 1986, 1988
- Coppa dello Zambia: 1

Nkana: 1986
- Zambian Challenge Cup: 1

Kabwa Warriors: 1991